# Ludiano
Ludiano is een plaats en voormalige gemeente in het Zwitserse kanton Ticino, en maakt deel uit van het district Blenio.
Ludiano telt 359 inwoners.

## Geschiedenis
In 2012 is de gemeente gefuseerd samen met de andere gemeenten Malvaglia en Semione en hebben de  nieuwe fusiegemeente Serravalle gevormd.